# تپه رودابه
تپه رودابه مربوط به سدهٔ ۴ تا ۶ ه.ق است و در شهرستان باخرز، بخش بالاولایت، دهستان اشتین ، ۱ کیلومتری شمال روستای ده برزو واقع شده و این اثر در تاریخ ۶ اسفند ۱۳۸۵ با شمارهٔ ثبت ۱۷۴۲۷ به‌عنوان یکی از آثار ملی ایران به ثبت رسیده است.